# Don't Blow Your Top
Don't Blow Your Top är ett musikalbum i genren Industrial som släpptes 1988 av gruppen KMFDM och är deras tredje album.

## Låtlista
1. No Meat - No Man
2. Don't Blow Your Top - Lånade text från Frank Zappa's "Are You Hung Up?" och "Dirty Love"
3. Killing
4. Disgust
5. Oh Look
6. King Kong Dub Rubber Mix
7. What A Race
8. No News
9. Tod Durch Bongo-Bongo
10. Killing (För sampling)
11. Oh Shit

Vinylversionen av albumet innehåller även titeln "Oh Look II."

## Medverkande
- Sascha Konietzko
- En Esch
- Raymond "Nainz" Watts